# Eevi Huttunen
Eevi Maria Huttunen, (later Eevi Pirinen, Karttula, 23 augustus 1922 - Kuopio, 3 december 2015) was een Finse langebaanschaatsster.
Gedurende een periode van een jaar of tien was Huttunen vrijwel de enige vrouw in het langebaanschaatsen die in staat was om de Sovjetdames weerstand te bieden op de langere afstanden. Toen de vrouwen in 1960 voor het eerst deelnamen aan de Olympische schaatswedstrijden won zij bij haar enige olympische deelname de bronzen medaille achter olympisch kampioene Lidia Skoblikova en zilveren medaille winnares Valentina Stenina.
Ze nam deel aan elf wereldkampioenschappen allround, het enige andere internationale schaatstoernooi in die tijd, tussen 1948 en 1960 (elk jaar behalve 1956 en 1958). Ze werd op het WK van 1951 wereldkampioene (middels de tweede plaats op de 500 en drie eerste plaatsen op de 3000, 1000 en 5000 meter). Daarnaast behaalde ze nog twaalf afstandsmedailles, allen op de 3000 en 5000 meter, waarvan de gouden op de 5000 m in 1953 en 1954 en de gouden op de 3000 m in 1957 en 1959.

## Resultaten
| Jaar | Olympische Spelen                       | WK Allround | NK Allround |
| ---- | --------------------------------------- | ----------- | ----------- |
| 1941 |                                         |             | Zilver      |
| 1943 |                                         |             | Zilver      |
| 1944 |                                         |             | Zilver      |
| 1945 |                                         |             | Zilver      |
| 1946 |                                         |             | Goud        |
| 1947 |                                         |             | Goud        |
| 1948 |                                         | 5e          | Goud        |
| 1949 |                                         | 6e          | Zilver      |
| 1950 |                                         | 11e         | Goud        |
| 1951 |                                         | Goud        | Goud        |
| 1952 |                                         | 5e          | Goud        |
| 1953 |                                         | 4e          | Goud        |
| 1954 |                                         | 4e          | Goud        |
| 1955 |                                         | 4e          | Goud        |
| 1956 |                                         |             |             |
| 1957 |                                         | 7e          | Goud        |
| 1958 |                                         |             |             |
| 1959 |                                         | 5e          | Goud        |
| 1960 | 14e 500m · 14e 1500m · 9e 1000m · 3000m | 6e          | Goud        |

### Medaillespiegel
| Kampioenschap     | Goud · | Zilver · | Brons · |
| ----------------- | ------ | -------- | ------- |
| Olympische Spelen | 0      | 0        | 1       |
| WK Allround       | 1      | 0        | 0       |
| NK Allround       | 12     | 5        | 0       |

## Persoonlijke records
| Afstand    | Tijd   | Datum            | Baan         |
| ---------- | ------ | ---------------- | ------------ |
| 500 meter  | 48,2   | 8 maart 1957     | Pieksämäki   |
| 1000 meter | 1.37,2 | 22 februari 1960 | Squaw Valley |
| 1500 meter | 2.35,1 | 21 februari 1960 | Squaw Valley |
| 3000 meter | 5.18,8 | 8 maart 1957     | Pieksämäki   |
| 5000 meter | 9.06,1 | 22 februari 1953 | Sverdlovsk   |